# Miguel Riofrío
Miguel Riofrío Sánchez  ("Tres Leguas", barrio de la parroquia de Malacatos, Provincia de Loja, 21 de junio de 1819-Lima, 11 de octubre de 1881) fue un político, escritor, abogado, educador y poeta ecuatoriano. Es autor de la primera novela ecuatoriana, La emancipada, que fue publicada por folletines a través del diario La Unión en 1863.

## Biografía
Nació en Loja, en un barrio denominado "Tres Leguas". Sus padres fueron: José Joaquín Riofrío Valdivieso y Custodia Sánchez. En 1828  inicia los estudios de escuela primaria en una anexa al colegio San Bernardo (actual Bernardo Valdivieso) y los secundarios lo realiza aquel colegio. En 1838 viajó a Quito y se inscribió en el convento de San Fernando, donde fue alumno de Francisco Montalvo Fiallos. En 1840 inició sus estudios de Derecho en la Universidad Central del Ecuador, donde fue compañero de Gabriel García Moreno y alumno de Pedro Fermín Cevallos, quien le transmitió su amor por el liberalismo. Graduándose como abogado en 1844.
En 1846, su tío, José María Riofrío, rector del San Bernardo, le nombra profesor de Humanidades. En 1849 es nombrado regente de Estudios en el colegio de San Fernando de Quito, así como redactor del periódico La Unión. En este periodo es que pronuncia el célebre discurso sobre las conexiones entre Política y Literatura en el convictorio de San Fernando, Quito, por el 4to Aniversario de la Sociedad Amigos de la Ilustración.

### Político
Entre 1850 y 1851, teniéndolo encima al efímero gobierno de Ascázubi, por lo cual tuvo la condición de perseguido político, empero aprovechó para preparar su tesis de abogado e incorporarse a través de la Corte Suprema de Justicia. En 1852 es electo diputado por Loja a la Asamblea Constituyente de Guayaquil. También cumplía funciones en el Ministerio de Relaciones Exteriores. Aunque no asistió a la Asamblea, redactó el periódico El "El 6 de marzo" (fecha histórica en la que se depuso la denominada Carta de la Esclavitud y al gobierno de Juan José Flores). En Quito dirigió la sociedad cultural y artística "La Ilustración”. En 1855, luego de ser nombrado secretario de la Legación Ecuatoriana cerca de la Cancillería de Bogotá, es designado como encargado de negocios en Colombia.
En 1859, cuando se vive el triunvirato de Gabriel García Moreno (su peor y más detestable perseguidor), Jerónimo Carrión y Pacífico Chiriboga, el poeta lojano fue enjuiciado por un artículo que publicó en el diario que también fundó, “El Industrial”. Pasó poco tiempo encerrado pues el fallo del Jurado de Imprenta (especie de Superintendencia de comunicación de aquel entonces) le fue favorable  y recuperó la libertad. En 1860 se ve obligado a trasladarse a Piura por motivos políticos (“batida garciana”) en donde trabaja como profesor en el Colegio San Miguel de Piura, y de redactor en el periódico La Unión. Luego se trasladaría a Lima para trabajar como profesor en el área de lingüística.
En 1886, aún en el exilio y viviendo sus penurias, funda el periódico "La Alianza". Pedro Moncayo y Esparza, al término del Gobierno de García Moreno, ya en el gobierno del lojano Jerónimo Carrión, habría solicitado un salvoconducto para Riofrío a Manuel Bustamante, Ministro del Interior, sin que se tenga noticias de su aceptación o denegación del mismo. En 1872 escribe la biografía de Pedro Moncayo, que consta en la modesta edición de 1974 que realizó el Consejo Provincial de Loja,  con un lacónico “estudio introductorio” de Alejandro Carrión.

### Periodista y literato
Como periodista y literato, fundó y dirigió algunos periódicos además de los ya nombrados, como lo fueron "La Razón" y "El Veterano"; fue cronista, articulista y editorialista en El Ecuatoriano, La Democracia, entre otros. A principios de los años 50 del siglo XIX Fundo con otros personajes ilustres la “Escuela Democrática Miguel de Santiago”. En este periodo compuso el poema “Nina Yacu” que inaugura el nativismo en el país, antes que Juan L. Mera con La Virgen del Sol  y Vacas Galindo con Nanki Jukina.
En 1856 aproximadamente es nombrado miembro del afamado Liceo Granadino (Academia de Letras de Colombia). Por esta razón es que se conoce con los futuros preceptores del colegio que el poeta lojano mentalizó: Benjamín Pereira Gamba, Belisario Peña y Francisco Ortiz, quienes –junto a otros colombianos- son desterrados de su país. Fue así como en 1857 se funda el primer colegio científico del país “La Unión”, colegio al que concurrieron las élites no solo de la localidad sino también las de Quito y Lima.  
En 1862 trabaja como redactor en "El Comercio" del Callao. Un año después (1863) publica en folletines, por entregas, la primera novela del país, La Emancipada: una novela que limita entre el romanticismo y el realismo social, a decir del crítico literario Hernán Rodríguez Castelo. En 1874, publica en Lima su obra pedagógica “Correcciones de defecto de lenguaje”.

### Academia ecuatoriana de la lengua
Miguel Riofrío, fue además una figura destacada en la lingüística ecuatoriana del siglo XIX. Su trayectoria lo llevó a Perú, donde publicó "Correcciones de defectos del lenguaje para el uso de las Escuelas primarias del Perú" en 1874. En la obra, Riofrío expone su preocupación por la falta de enseñanza práctica sobre el uso correcto del lenguaje en las escuelas. Señala la necesidad de proporcionar herramientas para evitar incorrecciones lingüísticas, algo que considera esencial para la comunicación efectiva y el desarrollo social. Su perspectiva sobre el lenguaje refleja una visión amplia y sensata, destacando la importancia de la corrección lingüística como un elemento clave para la integración social y el desarrollo intelectual. Riofrío aboga por una enseñanza del lenguaje que trascienda la mera teoría y se enfoque en la práctica y la aplicación. 
El crítico literario e historiador Hernán Rodríguez Castelo destaca el siguiente extracto de la publicación de Riofrío:

En los cursos elementales -dice- de Gramática Castellana, de Literatura y aun en las reglas de Urbanidad se nos prescribe evitar con sumo cuidado los barbarismos, los solecismos, los arcaísmos, los neologismos, etc. Pero ¿cómo los conoceremos para evitarlos? Los que se dedican á las letras empelan algunos años en la lectura de buenos autores y en el manejo constante del Diccionario. Mas esto es instruirse por sí, sin que les hayan auxiliado en punto tan sustancial los profesores y las escuelas.

Si quitamos eso de la urbanidad, que parece haber pasado un poco de moda, todo lo demás pudiera haberse escrito hoy. En las escuelas se sigue diciendo que hay que escribir correctamente; sin incorrecciones burdas, al menos; pero nunca se enseña realmente, prácticamente, de modo más o menos completo y racional, que sea incorrecto, por qué lo sea y cuáles sean las maneras de escribir o decir aquello correctamente. Y entonces, en esto como en todo en nuestras sociedades, el abismo se ahonda entre aquellos que leen buenos autores, tienen familiaridad con el diccionario y pueden escribir con corrección, fluidez y gusto lo que les viene en mientes, y los que no alcanzan a escribir satisfactoriamente ni una carta, que se cuentan por gruesos millares y hasta en profesiones que tienen como primer ejercicio el redactar -secretarias, relacionadores públicos y gentes de publicidad, periodistas y comunicadores, maestros…
Rodríguez Castelo - 150 años de lingüística: Riofrío

### Fallecimiento
En octubre 11 muere en Lima, a los 57 años, cuando ocupaba el cargo de Ministro Plenipotenciario del Ecuador en el Perú. En su poema "Mi asilo" deja sentir su imposibilidad de regresar al terruño al que lo dio todo, por sus ideales de libertad y justicia:

¡Oh cuán grata en el alma resuena!

¡Cuánto se ama esta vida fugaz,
cuando exhalas tu voz de sirena

de melódica cuerda al compás!
Miguel Riofrío

## Escritos

### Literatura
- Nina Yacu (1952)
- La emancipada (1863)
- De la penumbra a la luz (1882)
- La casita de los homneros (1885)
- Delirio de Bolívar, poesía
- Las ruinas de Palmira, poesía
- El Conde de Bholme, poesía

### Lingüística
- Correcciones de defectos del lenguaje para el uso de las Escuelas primarias del Perú" (1874)

### Traducción
- Primer libro de la adolescencia, de Emile Delapalme (1874)

### No ficción
- Biografía de Pedro Moncayo, ensayo (1872)
- La Voz de la emigración (1875)
- Cuestiones religiosas, ensayos
- Apuntes de viaje de un proscrito ecuatoriano, diario de viaje (1863)